# Elvia Marcela Mora Arellano
Elvia Marcela Mora Arellano es una política mexicana. Es senadora plurinominal de la LXIV legislatura por el Partido Encuentro Social.

## Formación
Estudió Licenciatura en Psicología por la UAM.
Además actualmente se encuentra estudiando maestría en medicina social y salud colectiva por la UAM y Licenciatura en Sociología por la UNAM.

## Trayectoria
Fue subdirectora de la Casa Niñas del DIF, asesora de la Coordinación de Transversalidad de Género del INMUJERES del Distrito Federal. Jefa de Departamento en el DIF Nacional, colaboradora de la Secretaría de Organización de MORENA. Consejera nacional de MORENA. Representante de la Comisión Nacional de Elecciones de MORENA. Directora ejecutiva de Política y Gestión en Observación Democrática. Administradora del Sector Terciario de Grupo GLACE. Coordinadora nacional de Investigación Aplicada en el Centro de Estudios Educativos y Sociales.

## Senado
Es actual presidenta de la comisión de Desarrollo y Bienestar Social.
Además es actual integrante de las siguientes comisiones: 
- Relaciones Exteriores América Latina y el Caribe[2]
- Minería y Desarrollo Regional[2]
- Derechos de la Niñez y de la Adolescencia[2]
- Trabajo y Previsión Social[2]
- Jurisdiccional[2]
- Comisión Especial para el seguimiento a la implementación de la agenda 2030 en México.[2]
- Comisión Especial encargada de dar seguimiento a los casos de feminicidio de niñas y adolescentes.[2]
- Grupo de trabajo para dar seguimiento a los procesos electorales del año 2021.[2]
- Grupo de trabajo que participará en la Coordinación de los preparativos inherentes a la Conmemoración del Centenario de la Secretaría de Educación Pública como Institución Federalizada.[2]